# Joseph Faure (homme politique, 1805-1872)
Pour les articles homonymes, voir Joseph Faure et Faure.
Joseph Faure est un homme politique français né le 24 mai 1805 à Givors (Rhône) et décédé le 27 décembre 1872 à Givors.
Maire de Givors, il est député du Rhône de 1849 à 1851, siégeant à gauche et protestant contre le coup d’État du 2 décembre 1851.

## Sources
- « Joseph Faure (homme politique, 1805-1872) », dans Adolphe Robert et Gaston Cougny, Dictionnaire des parlementaires français, Edgar Bourloton, 1889-1891 [détail de l’édition]